# コンカラー (戦車)
コンカラー (FV214 Conqueror) とは、第二次世界大戦後イギリス陸軍が開発・保有した重戦車である。
名称の「コンカラー（Conqueror）」は、字義通りだと「征服者」「勝者」を意味するが、イギリスではウィリアム征服王を指す。

## 概要
第二次世界大戦中、A41センチュリオンと併行して開発されたA45重戦車はドイツ国防軍のティーガーII重戦車に対抗するものであったが、試作車の完成は戦後の1948年と大幅に遅れ、火力もセンチュリオンと同等であったため、翌年には開発中止となった。さらにA45の設計を発展させたFV201重戦車も提案されたが、これもまた計画中止となった。
その後冷戦が激しくなる中、ソビエト連邦軍の独立重戦車連隊に配備されたIS-3重戦車の重装甲が、主力戦車であるセンチュリオンの20ポンド砲では撃ち抜けないであろうと懸念されていた。このためイギリス陸軍は、FV214の名で55口径120mm砲を搭載する重戦車の開発を決定した。不採用となったA45及びFV201の設計をさらに発展させたFV214は、主力戦車であるセンチュリオンを火力支援する重戦車というコンセプトで開発が進められた。先に車体だけ完成したFV214にセンチュリオンの砲塔を搭載したFV221カーナーヴォンの試験を経て、本命のFV214の試作車は1950年に完成した。しかし試験や改良に時間がかかり、コンカラーMk.1と命名され量産に入った1955年頃には、ソ連軍はIS-3の発展型であるT-10重戦車の配備を行っていた上、重戦車のコンセプトそのものが時代にそぐわなくなり、生産は改良型Mk.2を含め3年後に180輌で終了した。
コンカラーは敵重戦車を駆逐する支援戦車であり、これは大戦中のシャーマン ファイアフライの任務に類似するものであった。このためセンチュリオン1個小隊につき1輌、1個戦車連隊あたりで9輌が配備された。1956年に西ドイツ駐留部隊（イギリス陸軍ライン軍団）に配備が開始され、ここではセンチュリオン2個小隊に対しコンカラー1個小隊にまとめて運用された。
コンカラーはステレオ式測遠機を大型の旋回式キューポラに搭載し、これは車長から砲手への照準オーバーライド、目標ハングオーバー機構を持つ、当時としてはトップレベルの射撃統制装置であった。120mm砲の強力な攻撃力と重装甲の防御力を誇っていたが、オフロードでの機動力は劣っていた。さらにセンチュリオンが105mm砲を搭載するようになると火力面でも存在意義を失い、1963年からセンチュリオンと共に後継戦車であるチーフテンへの更新が始まり、コンカラーは1966年に西ドイツ駐留の戦車連隊での任を解かれた。
退役したコンカラーは射撃訓練の標的となるかスクラップとして売却され、その姿を消した。現在、ボービントン戦車博物館にてレストアされ可動状態で余生を送っているコンカラーが存在する。

## 派生型・計画型

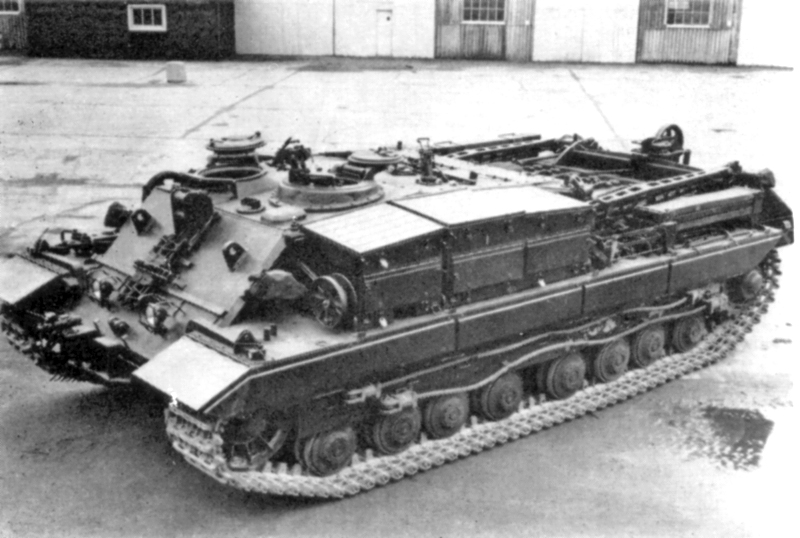
FV222 コンカラーARV Mk II

FV201 Universal Tank
コンカラーのプロトタイプ。A45重戦車の発展型。計画のみ。
FV202 AVRE(T)
FV201をベースにした戦闘工兵車 (AVRE)。計画のみ。
FV203 AVRE(L)
FV201をベースにした架橋戦車。計画のみ。
FV204 Universal flail
FV201をベースにした地雷処理車両。計画のみ。
FV205 SP Medium AT
FV201をベースにした対戦車車両。計画のみ。
FV206 SP Medium Artillery
FV201をベースにした自走砲型。計画のみ。
FV207 SP Heavy Artillery
FV201をベースにした自走砲型。計画のみ。
FV208 Universal Bridgelayer
FV201をベースにした架橋戦車。計画のみ。
FV209 Universal ARV
FV201をベースにした装甲回収車。計画のみ。
FV210 Heavy Artillery Tractor
FV201をベースにした砲兵トラクター型。計画のみ。
FV211 Medium Artillery Tractor
FV201をベースにした砲兵トラクター型。計画のみ。
FV212 Assault Personnel Carrier
FV201をベースにした装甲兵員輸送車型。計画のみ。
FV213 BARV
FV201をベースにした沿岸用装甲回収車。計画のみ。
FV214
コンカラー重戦車。主量産型。180両製造。
コンカラー Mk.I
初期型。ドライバー用ペリスコープを3個装備。
コンカラー Mk.II
改良型。ドライバー用ペリスコープが1個に変更。前面装甲を改良、排気システムの改良。

FV215a Heavy AVRE
コンカラーをベースにした戦闘工兵車/地雷処理車。計画のみ。
FV215b Heavy AT
コンカラーをベースにした対戦車車両。FV4005でテストされていた183mmキャノン砲を搭載。計画のみ。
FV216 Mine Flail
コンカラーをベースにした地雷処理車両。計画のみ。
FV217 SP 120 Medium AT
コンカラーをベースにした対戦車車両。120mm砲装備。計画のみ。
FV219 ARV Mk.I
コンカラーをベースにした装甲回収車。8両製造。
FV221 カーナーヴォン(Caernarvon)
コンカラーの車体にセンチュリオンの砲塔を搭載した試作型。
カーナーヴォン Mk.I
試作型。
カーナーヴォン Mk.II
テスト用の生産型。21両製造。
FV222 ARK
コンカラーをベースにした架橋戦車。
FV222 ARV Mk.II

コンカラーをベースにした装甲回収車。20両製造。
増加装甲付きコンカラー（Conqueror Tanks with Additional Ballistic Protection）
空間装甲を増加された標的用コンカラー。1957年初頭、装甲が強化された標的用コンカラーに対し、キャップ付きのアメリカ製T42「ダート」HEAT弾頭5発と、キャップなしの実験的な「マルカラ」HEAT弾頭1発が試された。

## 登場作品

### ゲーム
『War Thunder』
イギリス陸軍の重戦車としてMk.2が登場。搭載砲弾はHESH、APDSのみ。また、FV221 Caernarvonも登場。
『World of Tanks』
イギリス重戦車Conquerorとして開発可能。
試作型のカーナーヴォンもイギリス重戦車Caernarvonとして、派生型としてイギリス駆逐戦車FV215b 183として開発可能。同じく派生型であるFV215bは残ってはいるが、現在開発不可能で、購入でのみ入手可能。
ゲーム内に登場する「スーパーコンカラー」は、増加装甲（スペースドアーマー）が追加された標的用コンカラーと、コンカラーの新型砲塔案を融合した、半架空戦車である。
『コンバットチョロQ』
アリーナのボスクラスの6番目に登場。

## 比較
|          | チャレンジャー2                     | チャレンジャー1                     | チーフテン                              | コンカラー                        | センチュリオンMk.3-13                            |
| -------- | ----------------------------------- | ----------------------------------- | --------------------------------------- | --------------------------------- | ------------------------------------------------ |
| 画像     |                                     |                                     |                                         |                                   |                                                  |
| 世代     | 第3.5世代                           | 第3世代                             | 第2世代                                 | 第2世代                           | 第1世代                                          |
| 全長     | 11.55 m                             | 11.5 m                              | 10.8 m                                  | 11.582 m                          | 9.83 m                                           |
| 全幅     | 3.52 m                              | 3.51 m                              | 3.50 m                                  | 3.987 m                           | 3.39 m                                           |
| 全高     | 3.04 m                              | 2.95 m                              | 2.89 m                                  | 3.353 m                           | 3.01 m                                           |
| 重量     | 68.9 t                              | 62 t                                | 55 t                                    | 66.044 t                          | 52 t                                             |
| 主砲     | 55口径120mmライフル砲               | 55口径120mmライフル砲               | 55口径120mmライフル砲                   | 55口径120mmライフル砲             | 66.7口径20ポンド（84mm）砲 51口径105mmライフル砲 |
| 副武装   | 7.62mm機銃×1 7.62mm機関銃×1         | 7.62mm機銃×2                        | 7.62mm機関銃×2                          | 7.62mm重機関銃×2                  | Mk.3-4:7.92mm機関銃×2 Mk.5-13:7.62mm重機関銃×2   |
| 装甲     | チョバム+ERA+スラット               | チョバム+ERA                        | 通常                                    | 通常                              | 通常                                             |
| エンジン | 液冷4ストローク V型12気筒ディーゼル | 液冷4ストローク V型12気筒ディーゼル | 液冷2ストローク 水平対向6気筒ディーゼル | 液冷4ストローク V型12気筒ガソリン | 液冷4ストローク V型12気筒ガソリン                |
| 最大出力 | 1,200 hp（895 kw）                  | 1,200 hp（895 kw）                  | 750 hp                                  | 810 hp／2,800 rpm                 | 650 hp／2,550 rpm                                |
| 最高速度 | 59 km/h                             | 56 km/h                             | 48 km/h                                 | 34.28 km/h                        | 34.6 km/h                                        |
| 懸架方式 | ハイドロニューマチック式            | ハイドロニューマチック式            | ホルストマン式                          | ホルストマン式                    | ホルストマン式                                   |
| 乗員数   | 4名（車長, 砲手, 操縦士, 装填手）   | 4名（車長, 砲手, 操縦士, 装填手）   | 4名（車長, 砲手, 操縦士, 装填手）       | 4名（車長, 砲手, 操縦士, 装填手） | 4名（車長, 砲手, 操縦士, 装填手）                |
| 装填方式 | 手動                                | 手動                                | 手動                                    | 手動                              | 手動                                             |
| C4I      | 〇                                  | △                                   | ×                                       | ×                                 | ×                                                |